# Bank of the West Classic 2004
Bank of the West Classic 2004 — жіночий тенісний турнір, що проходив на відкритих кортах з твердим покриттям Taube Tennis Center у Стенфорді (США). Належав до турнірів 2-ї категорії в рамках Туру WTA 2004. Відбувсь утридцятьтретє і тривав з 12 до 18 липня 2004 року. Друга сіяна Ліндсі Девенпорт здобула титул в одиночному розряді, свій третій на цьому турнірі після 1998 і 1999 років, і отримала 93 тис. доларів США.

## Фінальна частина

### Одиночний розряд
Ліндсі Девенпорт -  Вінус Вільямс, 7–6(7–4), 5–7, 7–6(7–4)

### Парний розряд
Елені Даніліду /  Ніколь Пратт —  Івета Бенешова /  Клодін Шоль, 6–2, 6–4